# Italijanska kostnica nad Kobaridom

Italijanska kostnica nad Kobaridom je spomenik pri cerkvi sv. Antona v Kobaridu italijanskim vojakom, padlim v prvi svetovni vojni.
Kostnico, ki sta jo oblikovala kipar Giannino Castiglioni in arhitekt Giovanni Greppi, oba tudi avtorja kostnice v Sredipolju, je bila postavljena ob cerkvi sv. Antona na Gradiču nad Kobaridom leta 1938. Kostnico so postavili v spomin padlim italijanskim vojakom v 1. svet. vojni, ki so padli v okolici Kobarida, Bovca, Tolmina in Rombona.
Kostnica je oblikovana v obliki osmerokotnika, v katerem so v dveh koncentričnih krogih nameščene niše z imeni in priimki ter, vojaškimi stopnjami (čini) padlih vojakov, pri vsakem pa je dodan še napis "Presente" ("Prisoten"), sredi tretjega kroga pa stoji cerkev sv. Antona. Cerkev na tem mestu je bila zgrajena že mnogo prej, saj je bila posvečena  že leta 1669. V nišah so pokopani ostanki 7014 italijanskih vojakov (od tega 2748 neznanih). Ob poti iz središča Kobarida na vrh Gradiča so postavljene postaje križevega pota, medtem ko se ob stopnišču kostnice nahaja napis  Onore A Voi Che Qui Cadeste Valorosamente Combattendo ("Čast vam, ki ste tu padli v pogumnem boju")